# Justino Guterres

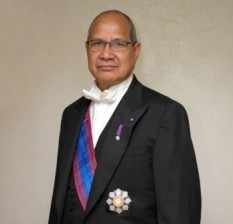
Justino Guterres mit dem Piusorden

Justino Maria Aparício Guterres ist ein ehemaliger osttimoresischer Diplomat.

## Leben
Guterres hat einen Master in Anthropologie von der Universität Melbourne. Von 2001 bis 2006 unterrichtete er das Fach „Einführung in die Anthropologie und Soziologie“ am Vollseminar Peter und Paul in Dili und „Timoresische Kultur“ am Instituto Católico de Professores Primários in Baucau. Am 21. Mai 2007 übergab Guterres als erster Botschafter Osttimors am Heiligen Stuhl seine Akkreditierung. Guterres war damals 61 Jahre alt. Am 19. Mai 2010 erhielt Guterres vom Papst Benedikt XVI. das Großkreuz des Piusordens. Am Ende des Jahres beendete Guterres seinen Dienst in Rom. Ihm folgte Armindo Pedro Simões als geschäftsführender Botschafter.
Am 12. Oktober 2011 wurde Guterres wegen Unterschlagung von Staatsgeldern zu 10 Jahren Gefängnis verurteilt. Der Staatsanwalt José da Costa Ximenes beschuldigte Guterres der Fälschung und Verwaltungsfehler.